# فوجی، شیزوئوکا
فوجی در استان شیزوئوکا در کشور ژاپن واقع شده است که دارای جمعیت ۲۳۷٬۲۷۹ نفر و مساحت ۲۱۴٫۱۰ کیلومتر مربع با تراکم جمعیت ۱٬۱۰۸ نفر در کیلومترمربع است و در تاریخ ۱ نوامبر ۱۹۶۶ به عنوان شهر شناخته شد.